# Scultura e psiche

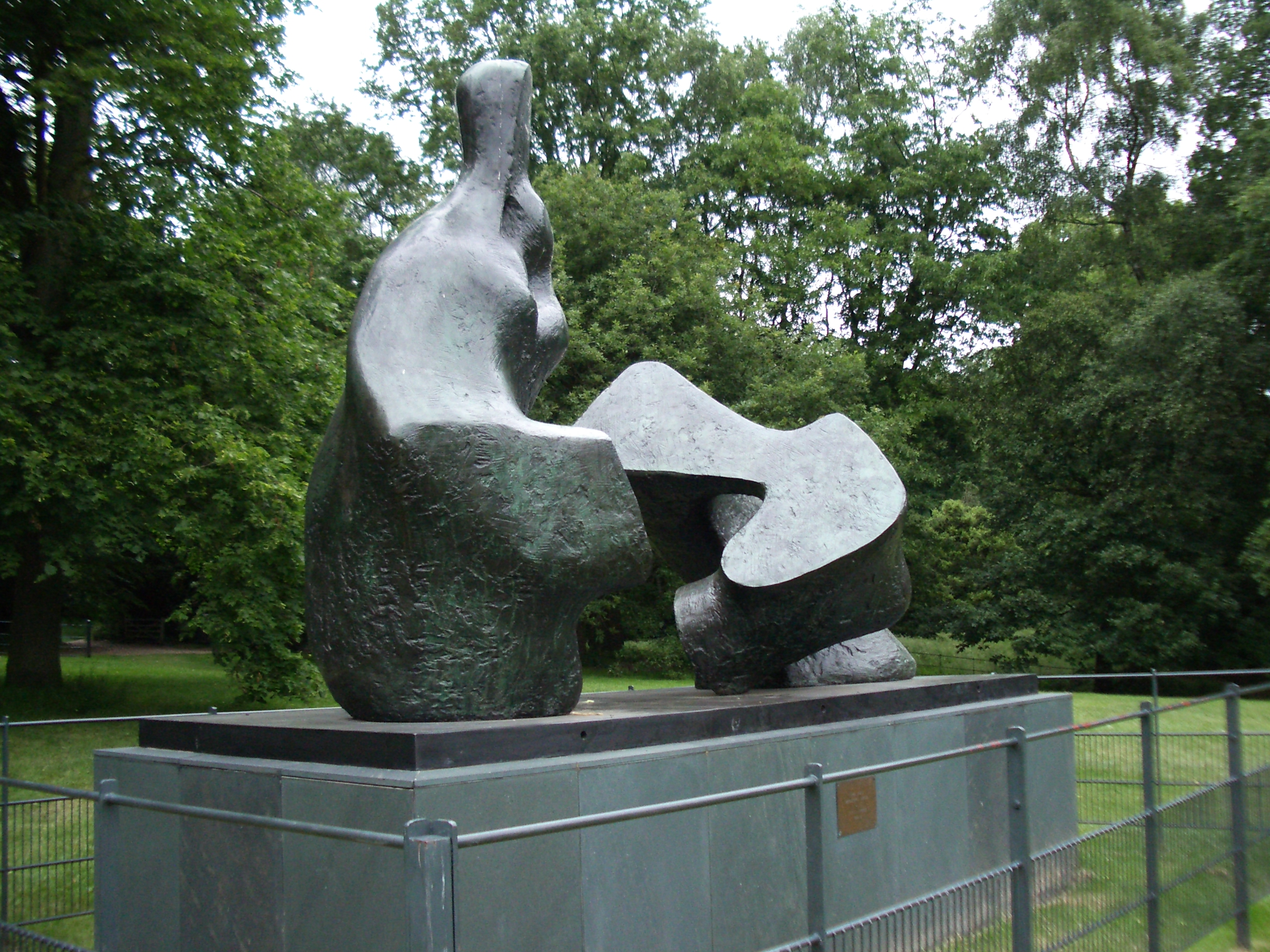
Two Piece Reclining Figure No. 5 di Henry Moore

La scultura e la psiche umana furono per la prima volta messe in stretta relazione fra di loro da Sigmund Freud, che mise in evidenza come entrambe utilizzassero tecniche "estrattive", la prima facendo scaturire forme artistiche dalla nuda pietra mentre la seconda, attraverso la tecnica psicoanalitica, scavando nella mente umana ed estraendo turbe e problemi con il fine di chiarire e rasserenare l'animo.

## La posizione freudiana

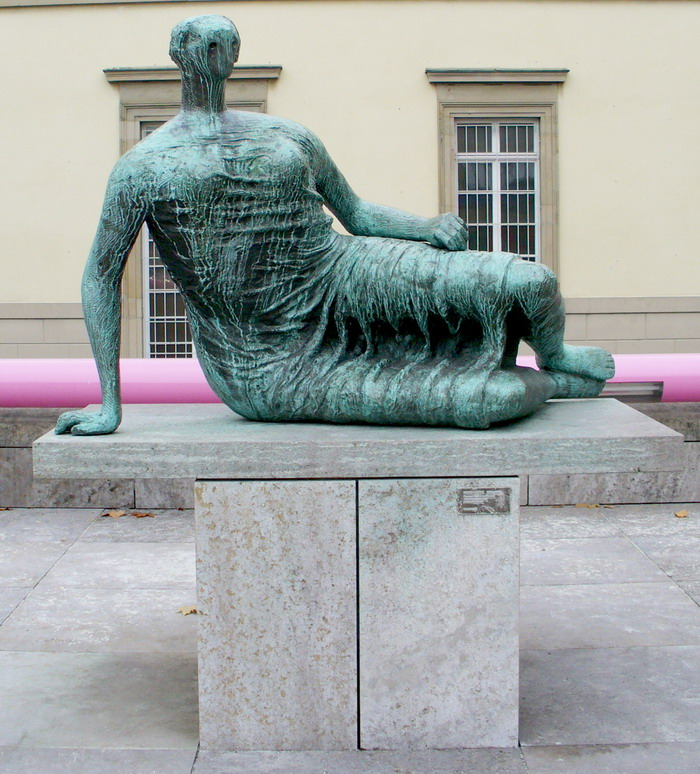
Figura femminile di Henry Moore

Durante la conferenza del 12 dicembre del 1904 presso il Collegio Medico di Vienna Freud fu attaccato, dopo la sua relazione sulla tecnica psicoanalitica, da alcuni colleghi con l'accusa che la psicoanalisi fosse una tecnica di tipo suggestivo. Freud, quindi, aveva risposto paragonando la psiconalisi alla scultura che sta dentro la pietra, ovvero una tecnica che estragga una realtà preesistente che deve essere scoperta, mentre paragona l'ipnosi alla pittura, ovvero ad una tecnica che ricopre la realtà esistente e che può modificarla a piacimento ricoprendo lo "strato" di realtà precedente.
Simona Argentieri nella presentazione del libro Psicoanalisi e psicoterapia, Il medico che scrive conferma e commenta la passione di Freud per l'archeologia in genere, e la scultura in particolare che per lui era divenuta oggetto non solo di studio ma anche di raccolta amatoriale. 
Dopo la morte di Freud la sua collezione di sculture sarà trasportata e conservata nel Freud Museum di Londra.

## Il Sacro e la scultura
Il senso del sacro di cui è pervasa nei suoi diversi aspetti la scultura, analizzata a fondo in relazione alla psiche ed alla sua evoluzione, porta alla riscoperta di ricordi e sensazioni molto antiche nella mente che si riferiscono spesso all'oggetto d'amore primario (figura materna) idealizzato, o a situazioni in cui in qualche maniera il concetto del "dio" è collegato a persone esistenti nella realtà, idealizzate nel ricordo e sublimate nella scultura.
Sotto tale aspetto, le innumerevoli rappresentazioni della Madonna sono una sublimazione dell'amore filiale.

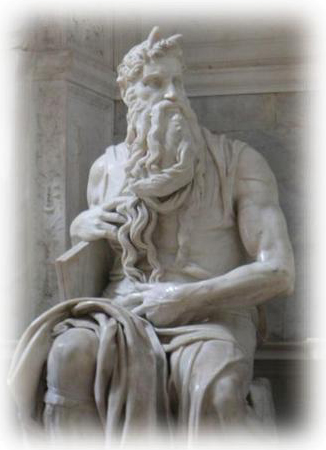
Mosè di Michelangelo

L'oggetto primario è l'"oggetto d'amore primario", tecnicamente detto, ovvero la figura materna che accudisce il figlio nelle primissime fasi della vita ed in certe situazioni psichiche che possano riportare a parti antiche del vissuto in un adulto. A titolo esemplificativo ricordiamo il tipo di rapporto che unì Michelangelo e Vittoria Colonna.
Nel paragrafo successivo sono riportate alcune raffigurazioni scultoree inerenti al  "sacro", il mito e la "figura guida".

### Antichità
Alcune considerazioni sulla scultura arcaica introducono al senso del "sacro" e dell'evoluzione umana che si lega alle arti plastiche.

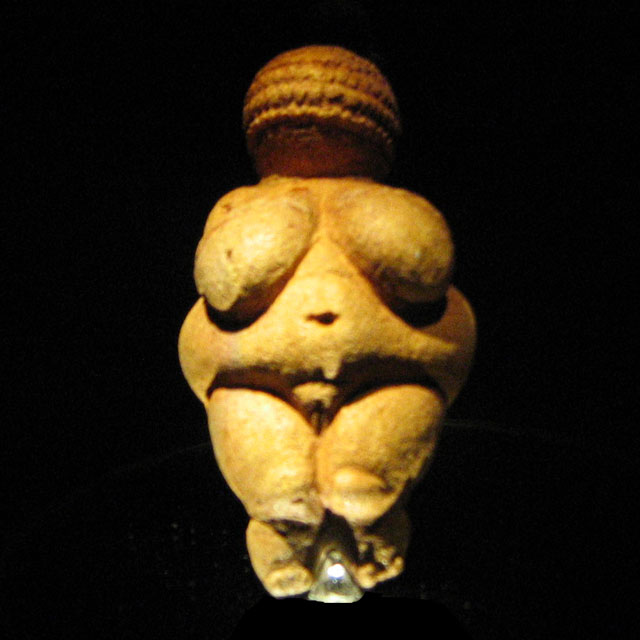
Venere di Willendorf
Bastet
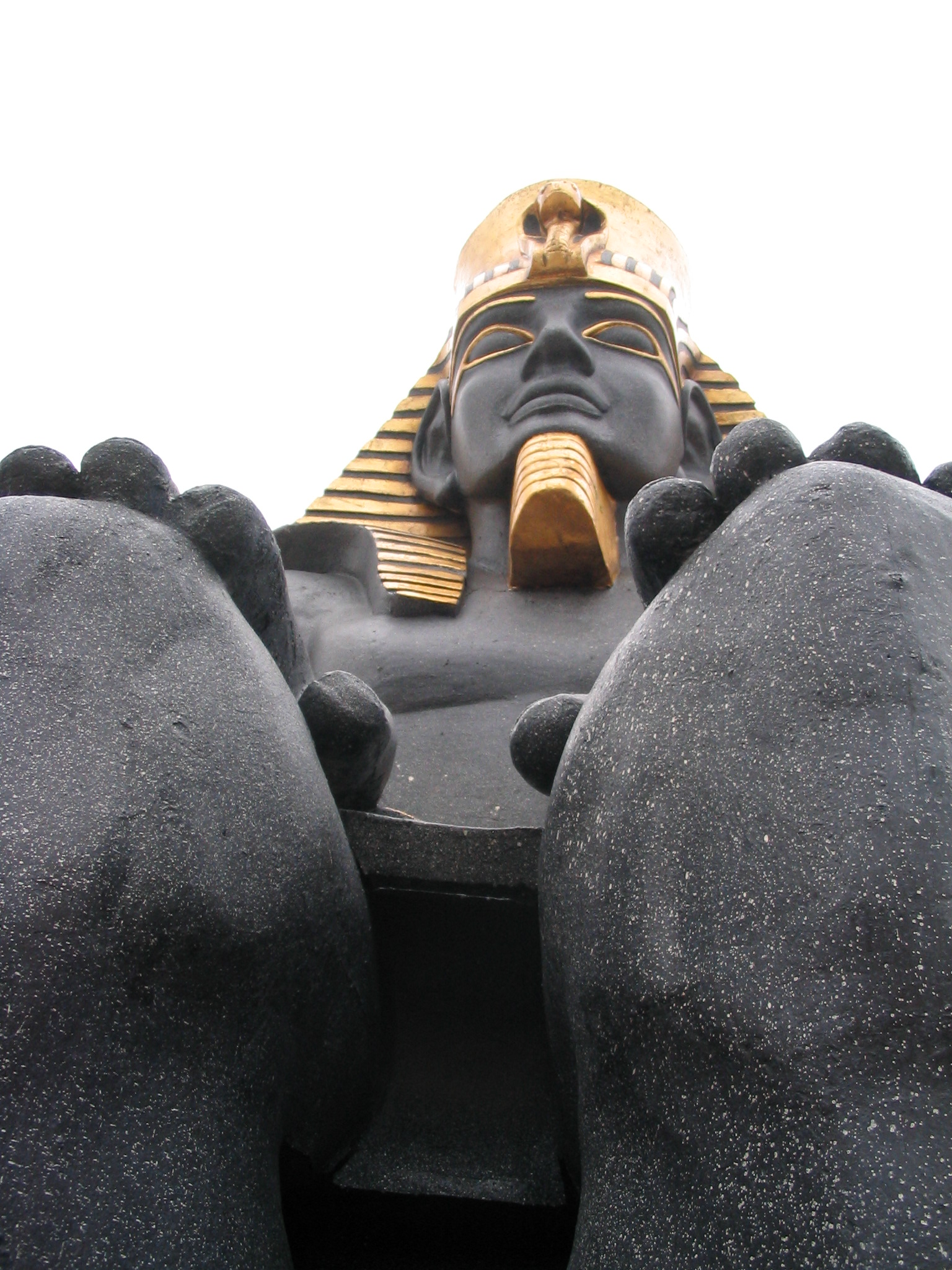
faraone
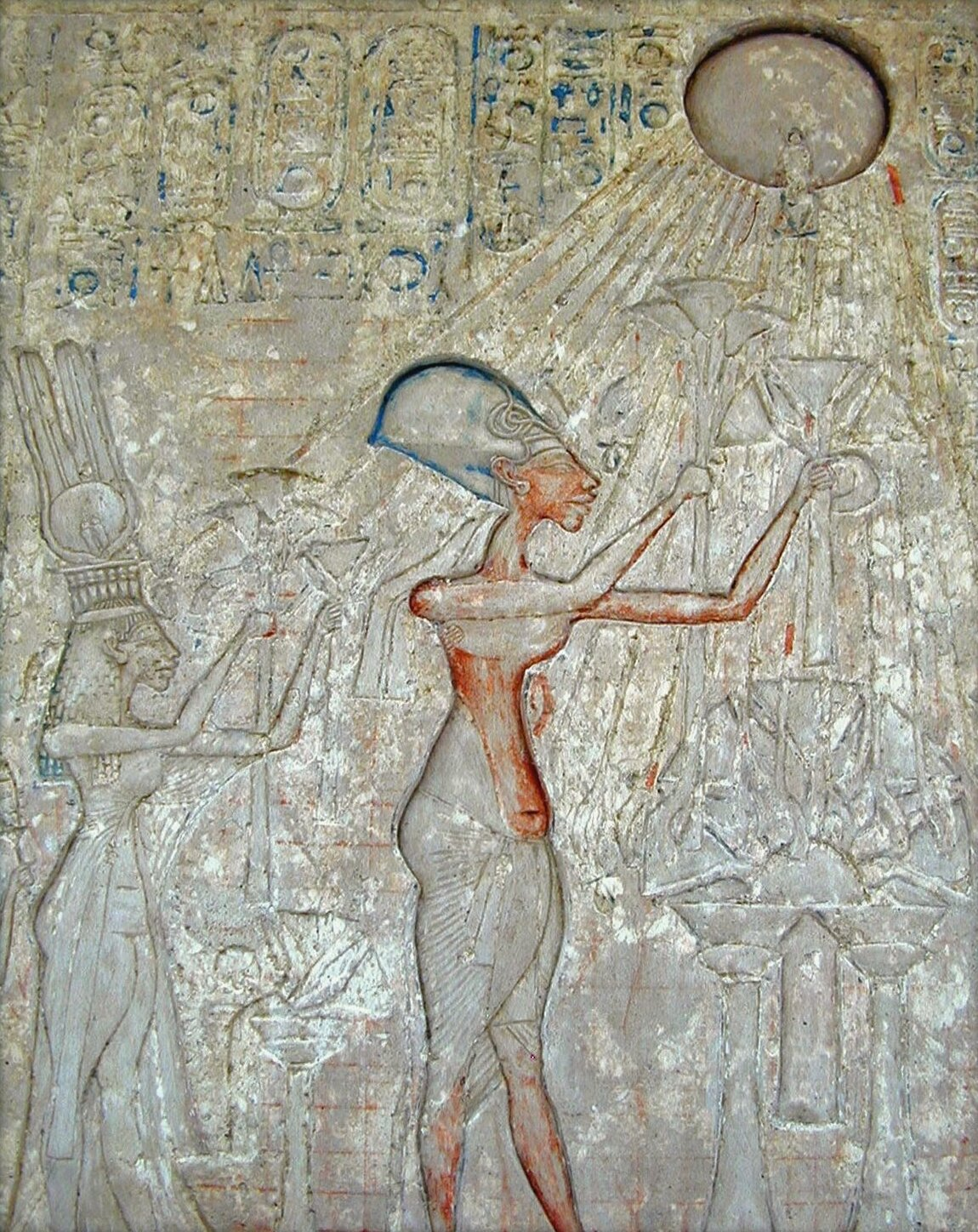
disco di Atene

Le Veneri del paleolitico potevano essere considerate una forma di arte sacra.
Come nello stesso filone si può inscrivere la Dea dei serpenti, dea riferibile a rituali della fecondità, così come la precedente micenea Dea Madre (ovverosia della fertilità) databile al V-IV millennio a.C., l'ancor precedente Grande Madre,la successiva latina Cerere, la Mater Matuta e la fenicia Astarte. Cerere spesso veniva messa a protezione dei campi, simboleggiata in una semplice pietra grezza.  In una serie di culti religiosi la donna è collegata all'accudimento della prole, alla buona fortuna, alla fertilità, al piacere e all'accompagnamento, il tutto sublimato in una rappresentazione scultorea e/o petrigna di carattere sacro.
Anche la scultura nell'Antico Egitto si legava alla rappresentazione del "sacro" e della sacralità nelle sue varie forme (dei e faraoni) utilizzando materiali durissimi come granito e basalto per dare il senso dell'eternità, al punto che vi era una intera città di alcune migliaia di abitanti, scalpellini e scultori, dedicata a simile lavoro.
Nelle tombe dei faraoni venivano poste piccole sculture di donna per accompagnare ed allietare il defunto nell'aldilà. Sono chiamate le "concubine del morto"
A questo proposito, in tempi più vicini, vedasi la parte monumentale del cimitero di Staglieno. In essa viene evidenziato il rapporto eros-tanatos con espressioni di tipo liberty e con figure di angeli che ricordano il ruolo delle succitate concubine del morto. Figure di angeli e la stessa morte, talvolta, sono rappresentati come affascinanti figure femminili che "rapiscono" il defunto. Talvolta le forme femminili dell'"angelo" o se si preferisce dell'accompagnatrice nell'aldilà sono sfumate, quasi evanescenti.
|  |  |  |  |

Per quanto riguarda la cultura greca antica basti dire che Efesto è il fabbro scultore. D'altro canto Graziela Magherini in Psicoanalisi ed esperienza estetica, un modello interpretativo prende ad esempio Pigmalione sottolineando il rapporto dello scultore col "dio"(specificatamente con il dio Donna) di cui assume le caratteristiche creando la vita. Anche Émile-Antoine Bourdelle, parlerà del rapporto fra scultore e "dio" nella realtà pratica del lavoro scultoreo come sensazione mentale intrinseca dello scultore al lavoro).
Tornato a casa si avvicinò alla sua opera, la sentì vibrare, la sentì vivere; la sposò e ne ebbe una figlia.»
Nel mondo dell'antica Roma, a titolo esemplificativo, Adriano fece scolpire invece un torso del suo concubino preferito, Antinoo, in basalto verde, fra le molte altre rappresentazioni scultoree di Antinoo, morto suicida, in positura da semidio. Il materiale utilizzato, pietra durissima, oltre a simboleggiare il tentativo di richiamare all'eternità il suo amore per l'amante fa assurgere Antinoo stesso al rango del dio, Osiride, coerentemente col senso di eternità che la pietra basaltica, praticamente inattaccabile da tempo ed intemperie, ispira.
|  |  |

### Considerazioni ed ipotesi di alcuni "addetti ai lavori"
Oriol Bohigas parla dell'interesse a sé stante suscitato dalla scultura:
Oriol Bohigas focalizza il rapporto personalizzato e singolo fra opera e fruitore.
Queste impressioni e le altre sotto riportate introducono al concetto del "sacro", al concetto di scultore in rapporto con il "dio" o gli "dei" ed al concetto di rapporto privilegiato fra fruitore ed opera. A tali concetti si riallacciano anche le considerazioni legate a situazioni mentali coerenti col modello e la figura "guida" di Henry Moore, come asserisce egli stesso e come 
conferma Herbert Read parlando di arte contemporanea e in particolare di Moore. 
diventa espressione del significato stesso della vita»
Prosegue Oriol Bohigas:
Oriol Bohigas ritorna sul concetto di ricordo, sublimazione e guida ed ancora sottolinea questo aspetto indipendentemente dall'ambiente circostante, cioè, nuovamente, il rapporto diretto ed "unico" fra fruitore ed opera. La figura guida di Henry Moore è la Donna, che come ha confessato anche Arturo Martini, pur con sensazioni infantili nella sua mente, diverse da Moore, risulta essere indicatore del retroterra psichico presente nella sua stessa opera. Confessa Martini nei Colloqui, che nei suoi nudi riecheggia una perturbante suggestione infantile incisa a fondo nella sua memoria 
Martini associa al "sacro", il corpo della donna e "scolpisce mirabilmente" con parole il
concetto. 
In tempi assai più recenti invece, lo scultore genovese che ha lavorato presso ospedale psichiatrico di Genova riscopre ed integra un pensiero-sensazione di Émile-Antoine Bourdelle, focale per il rapporto Scultura-Psiche-sacralità. 
ed ancora in relazione più stretta con l'"appunto" di Émile-Antoine Bourdelle
|  |  |

## Il caso Michelangelo

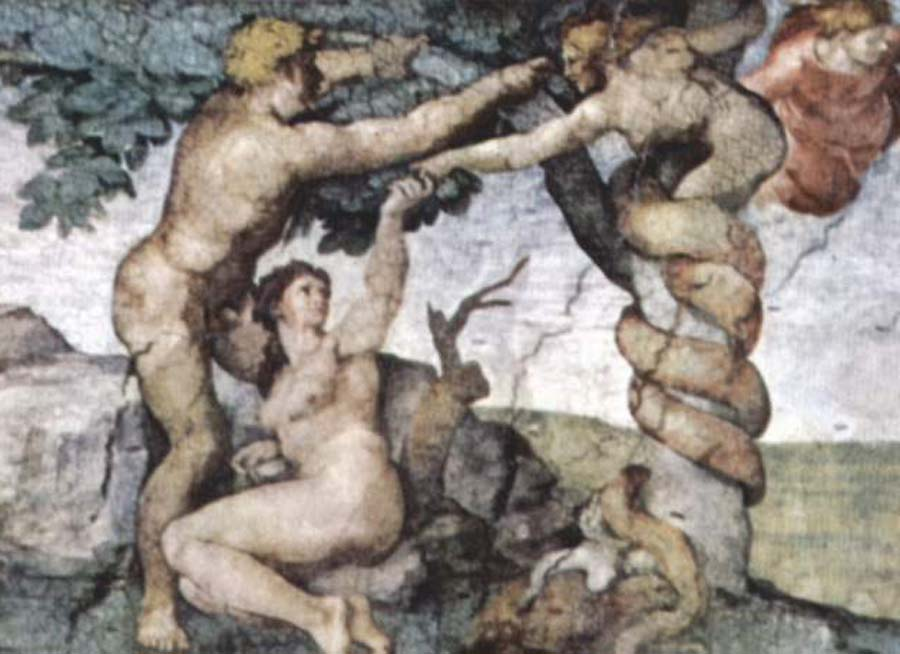

Il "caso" Michelangelo per quanto riguarda il retroterra psichico di un artista è stato affrontato in diversi periodi e da diversi autori anche a causa dell'importanza dell'opera dello scultore. Alcuni lavori sono ritenuti importanti sia per l'accuratezza del contenuto sia per l'alto grado di specializzazione nel campo psichiatrico degli autori stessi. In tal modo sono considerati i lavori delle psicoanaliste Simona Argentieri e Graziella Magherini, nel particolare esperta di studi Michelangioleschi.
I problemi relativi all'omosessualità e al vandalismo vengono correlati al vissuto personale di Michelangelo ed alle situazioni mentali derivanti nonché al loro processo di sublimazione artistica attraverso la scultura.
Di particolare interesse per il lavoro di analisi e conclusioni, risultanti correlate a quelle delle succitate autrici, seppur su soggetto diverso, è il lavoro dello psichiatra-psicoanalista Luca Trabucco su Edvard Munch.